# Miklós Konkoly-Thege
Dans le nom hongrois Konkoly-Thege Miklós, le nom de famille précède le prénom, mais cet article utilise l’ordre habituel en français Miklós Konkoly-Thege, où le prénom précède le nom.
Miklós Konkoly-Thege (prononcé en hongrois [ˈmikloːʃ ˈkoŋkoli ˌtɛgɛ]), né le 20 janvier 1842 à Pest et mort le 17 février 1916 à Budapest, est un astronome hongrois, fondateur de l'observatoire Konkoly,.

## Biographie
Il étudie l'astronomie et la physique aux universités de Budapest et de Berlin de 1860 à 1862. Après ses études, il continue à visiter les observatoires de Göttingen, Greenwich, Königstuhl et Paris. 
En 1871, Konkoly-Thege construit un télescope dans sa résidence et, en 1874, construit un observatoire dans le parc attenant, à Ógyalla (aujourd'hui Hurbanovo). Les observations en provenant ont été utilisées par Radó Kövesligethy (en) pour produire le catalogue spectral d'Ógyalla.
L'astéroïde (1445) Konkolya a été nommé en son honneur.

## Publications
- Praktische Anleitung zur Anstellung astronomischer Beobachtungen mit besonderer Rücksicht auf die Astrophysik, nebst einer modernen Instrumentenkunde, Braunschweig, 1883[2]
- Praktische Anleitung zur Himmelsphotographie nebst einer kurzgefassten Anleitung zur modernen photographischen Operation und der Spectralphotographie im Cabinet, Halle, 1887[2]
- Handbuch für Spectroscopiker in Cabinet und am Fernrohr. Halle, 1890[2]